# هرادشاني

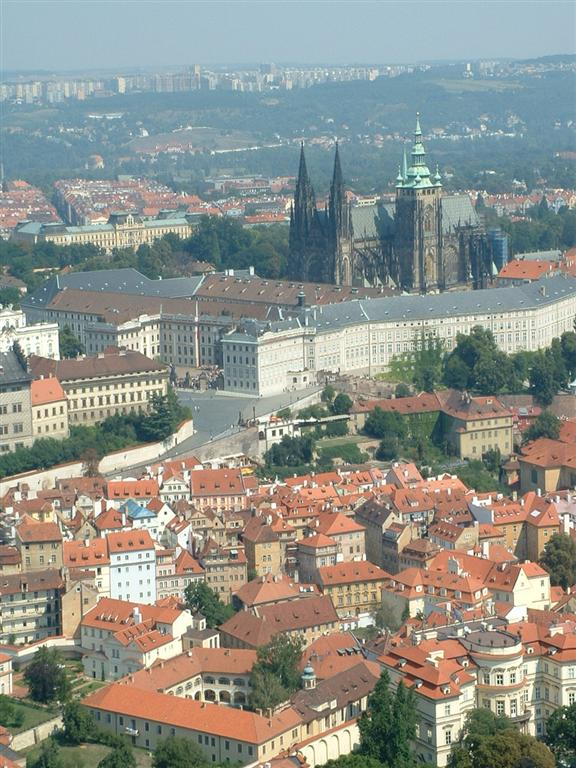
هرادشاني

هرادشاني باللغة التشيكية: Hradčany (أو حي القلعة ) يعتبر بوابة لقلعة براغ التاريخية أكبر قلعة في العالم وتقع كنيسة القديس فيتوس فيه.
في عام 1784 كانت هرادشاني واحدة من أربع مدن اتحدت لتشكل مدينة براغ. المدن الثلاث الأخرى هي المالاسترانا والبلدة القديمة والبلدة الجديدة.

## معرض صور

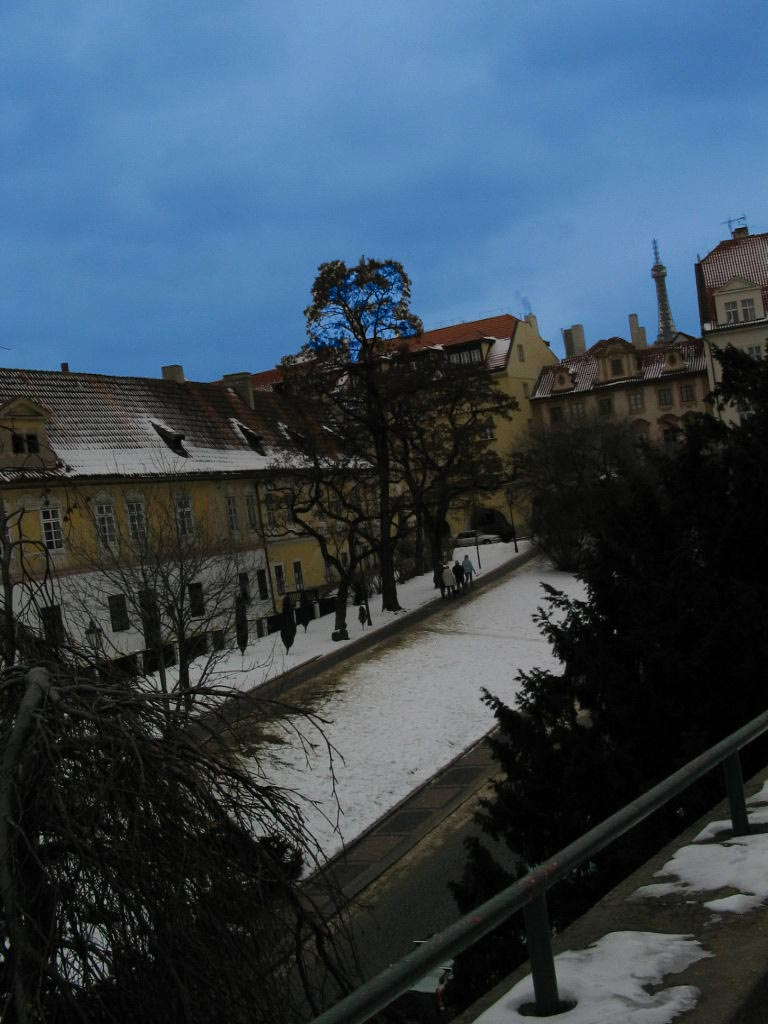
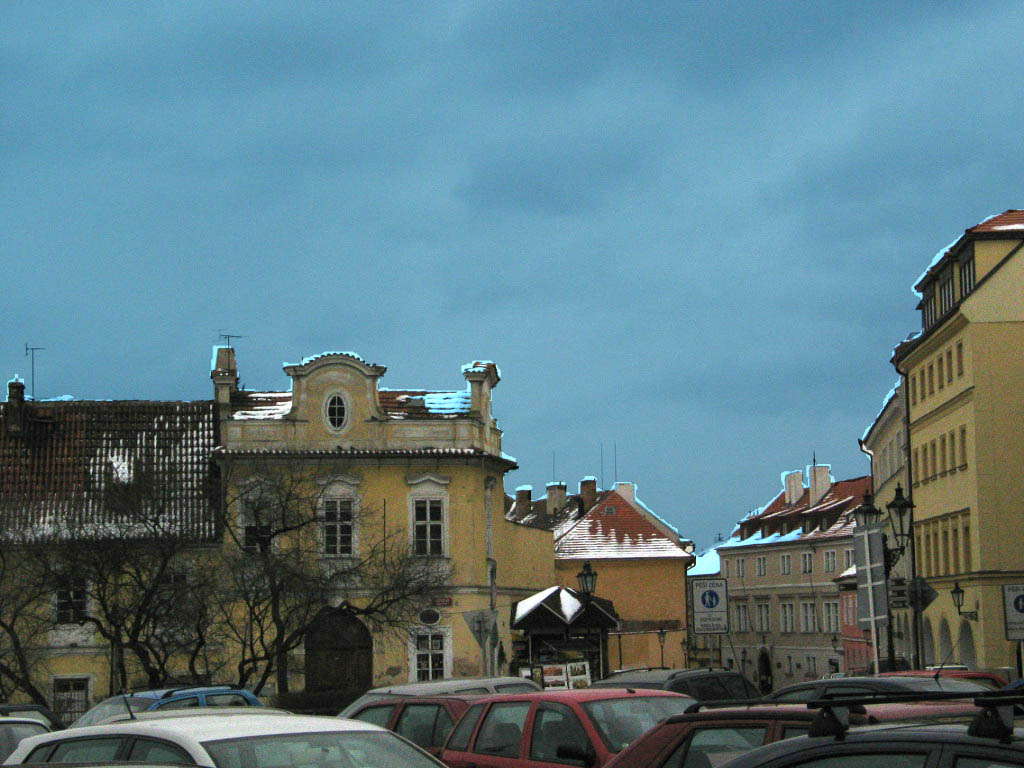
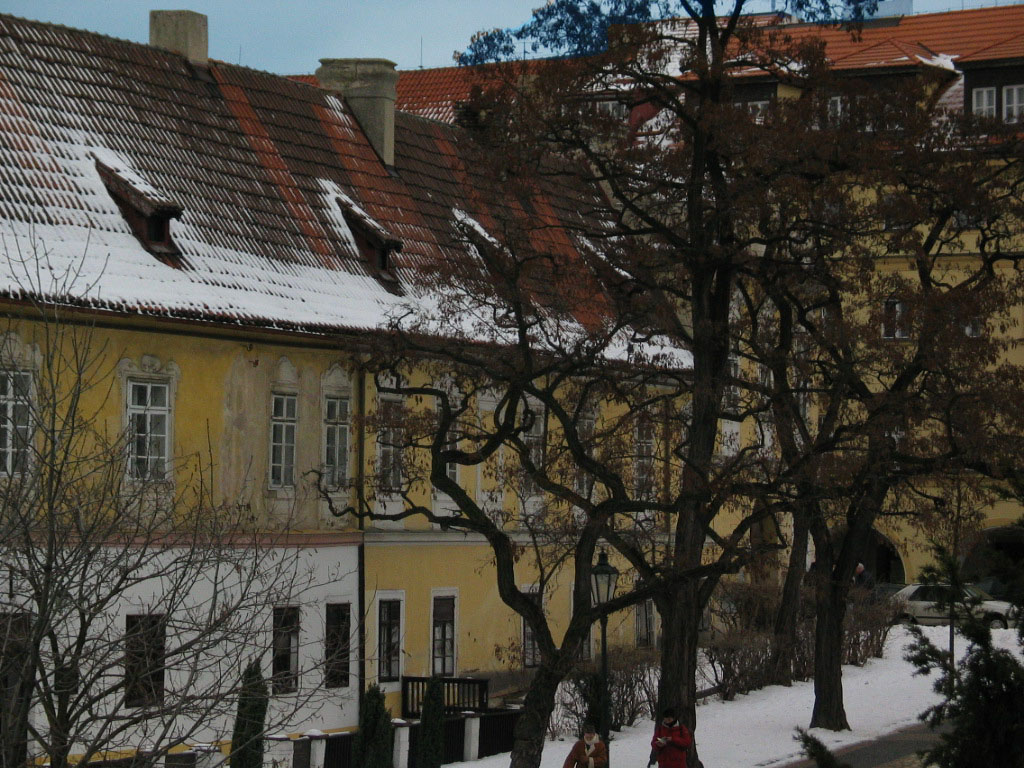
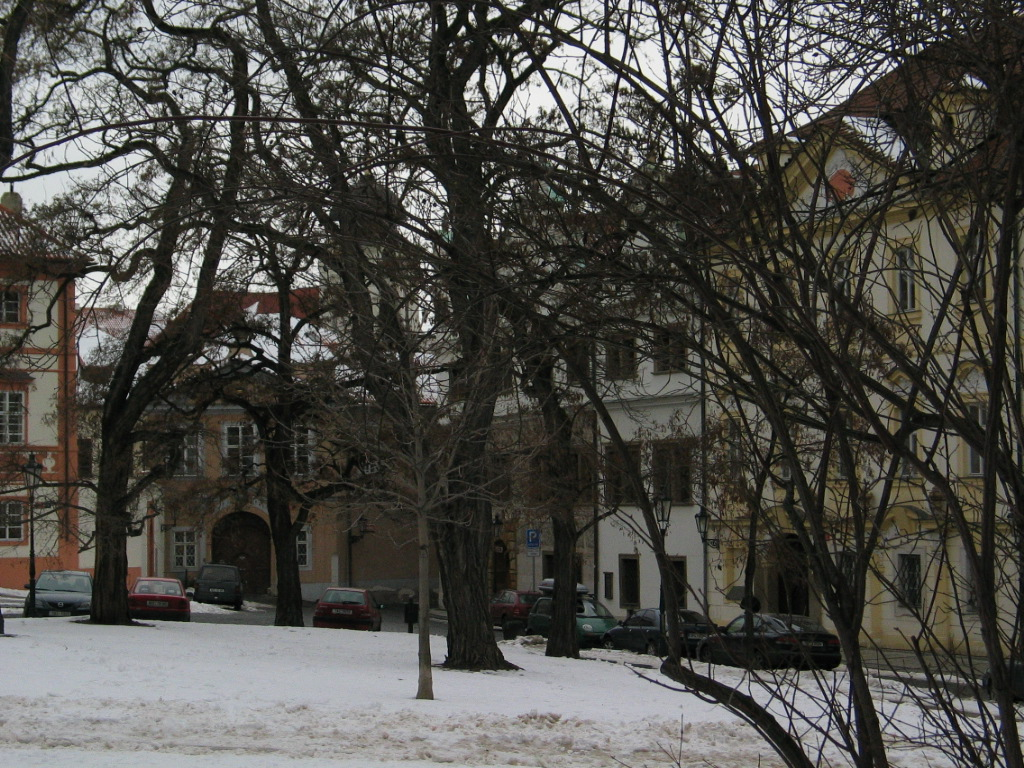

## اقرأ أيضاً
- براغ